# Un chef au bout du monde
 (mai 2024).
Si vous disposez d'ouvrages ou d'articles de référence ou si vous connaissez des sites web de qualité traitant du thème abordé ici, merci de compléter l'article en donnant les références utiles à sa vérifiabilité et en les liant à la section « Notes et références ».
Un chef au bout du monde avec Philippe Etchebest est une émission de télévision française  diffusée sur M6 depuis le 9 novembre 2023. Elle met en scène le chef-cuisinier Philippe Etchebest.

## Principe
Après 30 ans à parcourir les cuisines de France, le Chef Philippe Etchebest part découvrir d'autres saveurs, d'autres produits. Et surtout, d'autres cultures.

## Épisodes

### Saison 1: 2023-2024
| no | Région             | Situation      | Date de diffusion | Audience              |
| -- | ------------------ | -------------- | ----------------- | --------------------- |
| 1  | Les îles Marquises | Îles Marquises | 9 novembre 2023   | 1,02 million (10,09%) |
| 2  | La Louisiane       | Louisiane      | 11 mars 2024      |                       |
| 3  | Le Japon           | Japon          | 17 juillet 2024   |                       |
| 4  | L'Islande          | Islande        | 18 octobre 2024   |                       |
| 5  | La Californie      | Californie     | 18 juin 2025      |                       |
| 6  | Le Québec          | Québec         | 25 juin 2025      |                       |